# Roxas (personaggio)
Roxas (ロクサス?, Rokusasu) è un personaggio immaginario appartenente al franchise di videogiochi di Square Enix Kingdom Hearts. Appare per la prima volta durante le scene finali di Kingdom Hearts: Chain of Memories e diviene un personaggio giocabile in Kingdom Hearts II, Roxas è un "Nessuno" originatosi da Sora, il protagonista della serie in seguito al suo sacrificio. In Kingdom Hearts II viene rivelata la sua appartenenza all'Organizzazione XIII, un gruppo di Nessuno che intende sfruttare la sua capacità di brandire il Keyblade.
Il director Tetsuya Nomura ha sempre sostenuto la sua importanza nella serie: per spiegare più approfonditamente la sua storia passata venne infatti realizzato Kingdom Hearts 358/2 Days, di cui è protagonista. Dalla sua introduzione in Kingdom Hearts II, Roxas ha ricevuto una risposta critica positiva dalle principali testate videoludiche, ed è stato rappresentato in numerosi prodotti di merchandising.

## Creazione e sviluppo
Dopo la prima apparizione di Roxas alla fine di Kingdom Hearts: Chain of Memories, il director della serie, Tetsuya Nomura, venne più volte interrogato riguardo a questo personaggio, ma scelse di non rivelare troppi dettagli su di lui, sostenendo solamente che sarebbe diventato un personaggio importante per il franchise. Lo scopo della sezione a lui dedicata in Kingdom Hearts II era, secondo gli sviluppatori, infondere nel gioco profondità narrativa ed emozioni variegate in un breve lasso di tempo. Nomura ha inoltre dichiarato che Roxas era stato uno dei primi personaggi dell'Organizzazione XIII a essere concepito. Il significato del suo avrebbe dovuto essere rivelato in una scena di Kingdom Hearts II che avrebbe mostrato le lettere nella parola "Sora" rimescolarsi tra loro con l'aggiunta di una "X", esplicitando così la connessione tra Sora e lui. Tuttavia, questa scena venne poi omessa poiché Nomura ebbe difficoltà a implementarla. Dal suo debutto in Kingdom Hearts II, Roxas è stato doppiato in lingua originale da Kōki Uchiyama e da Jesse McCartney in lingua inglese.

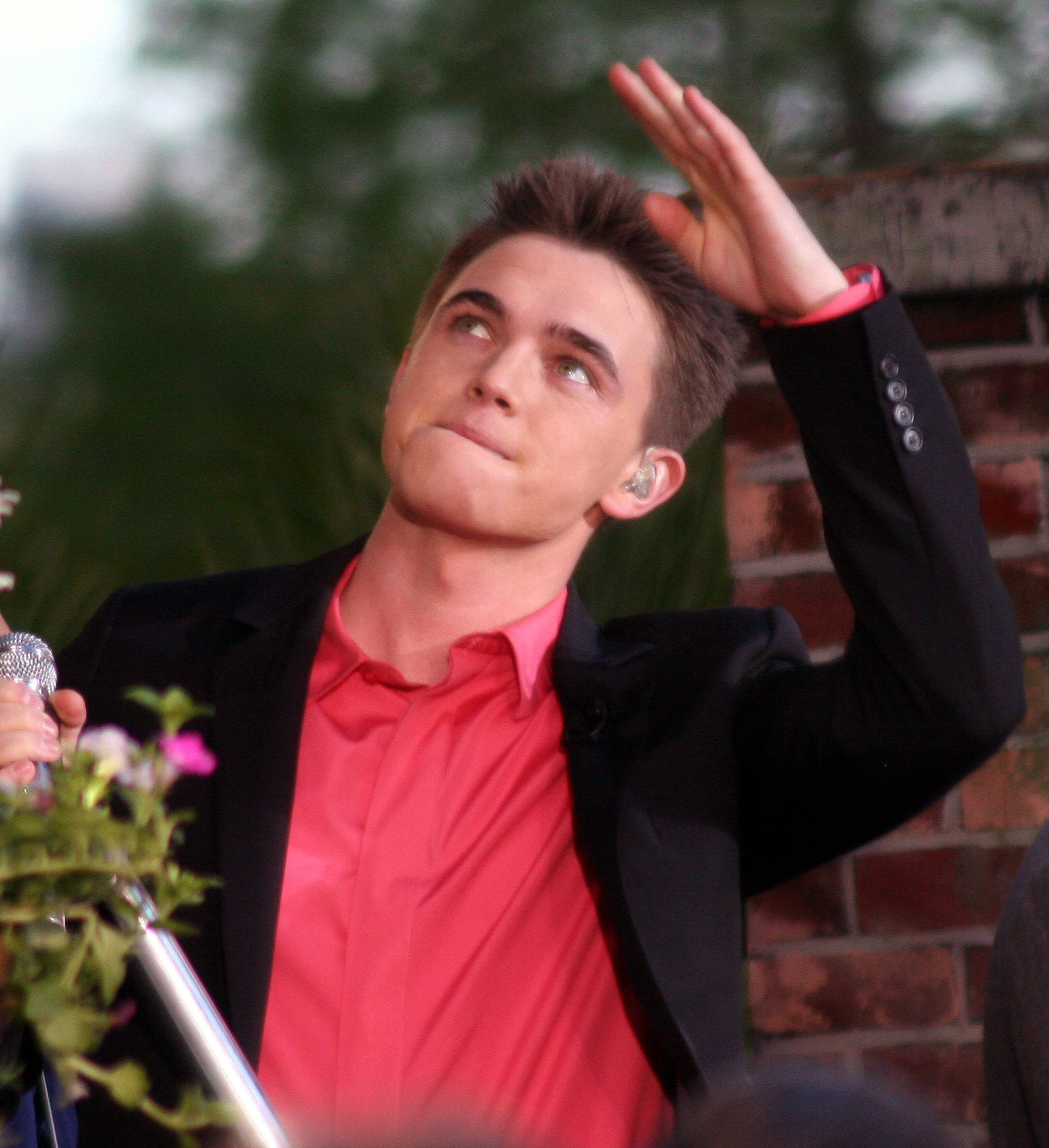
Jesse McCartney è la voce di Roxas in lingua inglese.

Dopo la pubblicazione di Kingdom Hearts II Final Mix, Nomura volle espandere il ruolo di Roxas nella serie per spiegare gli eventi tra la sua nascita e il suo abbandono dell'Organizzazione XIII. In Kingdom Hearts 358/2 Days, gioco a lui dedicato, lo staff ritenne che il ruolo di Roxas come membro del gruppo sarebbe stato un tema adatto per la trama. Inoltre un personaggio principale diverso da Sora avrebbe aiutato a presentare ai giocatori il primo titolo per Nintendo DS della serie. Il co-direttore Tomohiro Hasegawa ha spiegato che Roxas era stato concepito come molto più basso, con l'intento di farlo aumentare in statura durante il corso del gioco.
L'autore ha spesso evidenziato le numerose differenze tra Sora e Roxas. Il primo, per esempio, è coinvolto in viaggio attraverso vari mondi, mentre Roxas torna sempre dall'Organizzazione XIII ogni volta che conclude una missione. Le interazioni di Roxas con i personaggi Disney sono assai diverse da quelle della sua controparte, in quanto l'esistenza dell'Organizzazione doveva essere tenuta segreta. Nomura inoltre voleva che Roxas imparasse qualcosa da ciascuno dei suoi viaggi o semplicemente che ne traesse spunti di riflessione. La sua personalità in questo gioco è inoltre molto più introversa di quella di Kingdom Hearts II. Nomura affermò inoltre che l'ultima frase del gioco era anche la più significative del titolo, in quanto si ricollegava direttamente all'inizio di Kingdom Hearts II.
Nel finale segreto di Kingdom Hearts II Final Mix è presente un personaggio di nome Ventus, che condivide una forte somiglianza con Roxas. Nomura ha commentato che si trattava di due personaggi ben distinti e che,giocando a Kingdom Hearts Birth by Sleep, i giocatori sarebbero stati in grado di distinguere i due. In un'altra intervista, Nomura alluse al fatto che entrambi i personaggi erano connessi tra di loro e con Sora, ma voleva che fossero i fan a immaginarne i motivi.

## Caratteristiche
Roxas è raffigurato come un ragazzo dai capelli biondi e appuntiti con gli occhi azzurri. A causa della sua natura di Nessuno, è un "guscio vuoto" nato da Sora, protagonista della serie, formatosi quando quest'ultimo sacrifica il suo cuore durante gli eventi di Kingdom Hearts . Indossa perlopiù una giacca bianca sopra una nera e pantaloni bianchi, ma talvolta, in quanto membro dell'Organizzazione XIII, anche un soprabito nero con cappuccio che copre la maggior parte del suo corpo. La sua arma è il Keyblade noto come Catena Regale, simile in tutto e per tutto a quello brandito da Sora. Dopo aver lasciato l'Organizzazione, diviene inoltre in grado di brandire due nuovi Keyblade, Portafortuna e Lontano Ricordo.
La personalità di Roxas cambia in modo significativo durante la serie, in virtù del fatto che quando viene presentato per la prima volta, la sua mente è pervasa da falsi ricordi che gli fanno credere di essere un adolescente comune. Tuttavia, dopo aver appreso di essere il Nessuno di Sora e aver ricordato il suo passato, Roxas rinuncia alla sua esistenza in modo che la sua personalità originale possa continuare ad esistere. Durante la sua permanenza nell'Organizzazione, inoltre, Roxas sviluppa una personalità apatica in quanto, a differenza dei suoi compagni, non ha ricordi della sua vita precedente.

## Apparizioni
A differenza degli altri membri dell'Organizzazione, Roxas non ha ricordi della sua vita precedente a causa del breve tempo in cui Sora è stato in forma di Heartless alla Fortezza Oscura. Durante il periodo che trascorre all'interno dell'Organizzazione, Roxas viene controllato da Axel, col quale diventa subito amico. Dopo che Axel è stato mandato al Castello dell'Oblio, Roxas viene messo in coppia con Xion, un'altra detentrice del Keyblade, con cui diventa amico prima del suo svenimento. Una volta sveglio e desideroso di stare nuovamente con i suoi amici, Roxas inizia a confrontarsi con i ricordi di Sora, a chiedersi per quale motivo può usare il Keyblade e quali siano gli scopi dell'Organizzazione. Quando scopre che Xion è una copia di Sora creata da Xemnas, Roxas decide di lasciare l'Organizzazione per trovare le risposte e sperando di incontrare Sora. Così incontra Xion a Crepuscopoli che, riprogrammata da Xemnas, lo attacca cercando di assorbirlo in modo da diventare il "vero" Sora. Roxas, però, riesce a sconfiggerla e Xion svanisce tra le braccia di Roxas. La morte della sua amica gli fa comprendere quanto Xemnas sia malvagio e squilibrato, e tenta quindi di tornare indietro nel Mondo che non esiste per sconfiggerlo e liberare il Kingdom Hearts, come Xion desiderava. Durante il cammino viene attaccato da un gran numero di Neoshadow, che però non possono nulla contro il Nessuno. Mentre affronta gli Heartless viene raggiunto da Riku il quale prima lo aiuta a liberarsi dei Neoshadow e poi, come gli è stato ordinato da DiZ, lo affronta. Sebbene Roxas sembra aver la meglio, Riku apre in seguito il suo cuore all'Oscurità assumendo sembianze e poteri di Ansem, studioso dell'Oscurità e riuscendo a sconfiggere il Nessuno. Inoltre, come effetto della morte della ragazza, Roxas dimentica dell'esistenza di Xion durante la battaglia con Riku.
Una volta portato da DiZ, il quale sa che l'Organizzazione lo rivorrà indietro, Roxas viene spedito in una copia digitale di Crepuscopoli con i suoi ricordi sostituiti da altri falsi. Nella simulazione, Roxas inizia a sognare le avventure e i ricordi di Sora, venendo raggiunto poi Axel, mandato dall'Organizzazione per portarlo via o eliminarlo, e Naminé, che gli rivela la verità sulla sua esistenza e il collegamento che ha con Sora. A una settimana da quando è stato messo nella simulazione, i ricordi di Sora sono stati ripristinati e Roxas viene indirizzato alla vecchia villa da DiZ. Nell'edificio, Roxas incontra nuovamente prima una copia digitale di Naminé e poi, dopo l'eliminazione della copia, da Naminé le quali lo delucidano su cosa sia l'Organizzazione e su cosa succederà a Roxas. Dopo che Namine viene portata via a forza da DiZ, Roxas riesce a farsi strada verso il seminterrato e finalmente recupera la memoria. Avanzando però si trova ad affrontare ancora Axel che, irato per essere stato dimenticato, affronta Roxas a viso aperto. Battuto Axel, il quale va via svanendo, Roxas trova Pippo e Paperino addormentati in alcune capsule per poi raggiungere la stanza in cui Sora è rinchiuso. Dopo un ulteriore confronto con una proiezione di DiZ, Roxas si ricongiunge a Sora. Sora scopre la verità su Roxas solo verso il finale di Kingdom Hearts II quando la maggior parte dell'Organizzazione è stata sconfitta.
In Kingdom Hearts III, Roxas diventa una persona a sé quando il suo cuore avverte che Xion è in pericolo, scindendosi da Sora e prendendo possesso di una delle nuove Repliche di Vexen, affiancando i guardiani della luce nella battaglia finale.

## Accoglienza
Roxas è stato presentato in vari tipi di prodotti, tra cui una action figure della serie Play Arts e svariati peluche, portachiavi e riproduzioni della sua collana.
Il personaggio di Roxas ha ricevuto una risposta critica positiva sia da parte dei fan che dalla critica specializzata. Nel febbraio 2010, Roxas è risultato ventottesimo in un sondaggio di Famitsū sui personaggi dei videogiochi più popolari del Giappone. In un altro sondaggio, Roxas è stato nominato il secondo personaggio di Kingdom Hearts più popolare, e la sua lotta contro Sora è stata definita la migliore scena della serie. Le sequenze di combattimento a lui dedicate del finale segreto del primo gioco sono state definite da GameSpy uno dei migliori momenti cinematografici del mondo dei videogiochi. Durante la recensione di Kingdom Hearts II, Jeff Haynes di IGN ha affermato che Roxas era un "ragazzo simpatico". Ron Fahey di Eurogamer lo ha definito un "ragazzo abbastanza apprezzabile che sembra essere turbato da ricordi e visioni di persone che non conosce nemmeno".
La porzione di gioco a lui dedicata è stata considerata un arco di transizione, inserito allo scopo di introdurre le meccaniche ai giocatori che non conoscevano il franchise. Cavin Smith di PSX Extreme ha anche definito Roxas un personaggio simpatico e ha affermato che la rivelazione sulla sua esistenza in Kingdom Hearts II è "una rivelazione scioccante per qualsiasi gioco di ruolo!" Il New York Times ha apprezzato il fatto che il giocatore potesse controllare Roxas al posto del protagonista Sora, ritenendo però il passaggio tra i due "un po' stridente". Andrew Reiner di Game Informer ha sottolineato il suo ruolo di "ragazzo agitato", definendo il suo arco narrativo "una straordinaria catena di eventi", osservando in particolare che la rivelazione della sua natura di Nessuno creava un "colpo di scena diabolico ma notevole". D'altra parte, UGO Networks ha criticato il fatto che i giocatori avrebbero dovuto aspettare di terminare la sequenza a lui dedicata per provare le parti più emozionanti del titolo.
Prima dell'uscita di Kingdom Hearts 358/2 Days, 1UP.com presentava Roxas in cima alla sua lista "Perché dovrebbe Importarti di Kingdom Hearts 358/2 Days", definendolo "Il tesoro degli scrittori di fanfiction e doujinshi di ogni dove" e commentando su ciò che fa durante il suo unico anno all'interno dell'Organizzazione XIII. Il ruolo di Roxas come protagonista è stato descritto da G4TV come un tentativo di "saziare il famelico fanboy" desideroso di spiegazioni sul suo background. Durante la recendione di 358/2 Days, Adam Ghiggino di PALGN ha elogiato lo sviluppo del personaggio sostenendo che anche i giocatori che non lo avevano amato in Kingdom Hearts II si sarebbero presi cura di lui. Ha inoltre ritenuto degna di nota la sua relazione con Xion e Axel, che ha trovato affascinante nonostante i tre personaggi si incontrassero ripetutamente in cima a una torre dell'orologio. Game Informer si è espresso in maniera simile, ritenendo che sebbene tali scene fossero "noiose", il rapporto di Roxas con Xion e Axel era interessante e il finale del gioco avrebbe compensato tali momenti. GamesRadar ha inoltre dichiarato che Roxas "inizia come uno zombi, ma sviluppa rapidamente una personalità" durante il titolo e ha ironizzato sulle numerose volte in cui mangia il gelato. La sua crescita durante il gioco è stata definita uno degli elementi più divertenti del titolo. IGN ha accettato, definendo l'amicizia di Roxas "straziante". I suoi attacchi sono stati elogiati da GameSpot per essere facili da apprendere nonostante l'aspetto complesso, mentre IGN ha apprezzato la loro variabilità.
A causa della sua somiglianza con Ventus, varie testate inizialmente ritennero che Roxas sarebbe stato uno dei protagonisti di Kingdom Hearts Birth by Sleep. Tuttavia, quando fu rivelato che i due erano distinti, discussero di quanto fossero simili e se esistesse o meno una connessione tra loro. Bob Muir di Destructoid ha notato che in Birth by Sleep Ventus era il personaggio più importante a causa delle sue somiglianze con Roxas.